# Harlem River
Harlem River er en 13 km lang havarm, der forbinder East River og Hudson River i New York. Harlem River adskiller øen Manhattan fra Bronx, der ligger på det amerikaniske fastland.

## Broer over Harlem River
- Triborough Bridge
- Willis Avenue Bridge (1901)
- Third Ave Bridge (1898)
- Park Ave Bridge (Metro-North-jernbanen)
- Madison Ave Bridge
- 145th Street Bridge
- Macombs Dam Bridge
- High Bridge (1842) (akvædukt)
- Alexander Hamilton-broen (I-95/US 1)
- Washington-broen
- University Heights Bridge
- Harlem Ship Canal Bridge (også kaldet Broadway Bridge)
- Henry Hudson Bridge (Henry Hudson Parkway/Route 9A)
- Sputyen Duyvil Bridge (Amtrak og Metro-North-jernbanen)

## Weblinks
- Wikimedia Commons har flere filer relateret til Harlem River

40°50′05″N 73°56′03″V / 40.834722222222°N 73.934125°V